# 昭披耶·彭世洛
昭披耶·彭世洛（1719年—1768年），名倫·羅沖古（เรือง โรจนกุล），是泰國在阿瑜陀耶王國滅亡之後的一個割據勢力的領袖。
倫·羅沖古統治彭世洛一帶，在阿瑜陀耶王國時代就是一股強大的地方勢力。1767年，緬甸攻陷阿瑜陀耶，阿瑜陀耶王國滅亡。倫·羅沖古佔據彭世洛府、那空沙旺府、素可泰府、碧差汶府、甘烹碧府等地以及達府的一部份。
1768年，鄭昭親自率軍攻打彭世洛，在那空沙旺附近遭到襲擊而失敗，被迫撤軍。在擊退鄭昭之後，昭披耶·彭世洛加冕成為暹羅國王，但不久後就病逝，其弟繼位。同年，彭世洛的割據勢力被昭拍·方攻滅，其部眾投奔鄭昭。